# Scopa (biologie)
Pour les articles homonymes, voir Scopa.

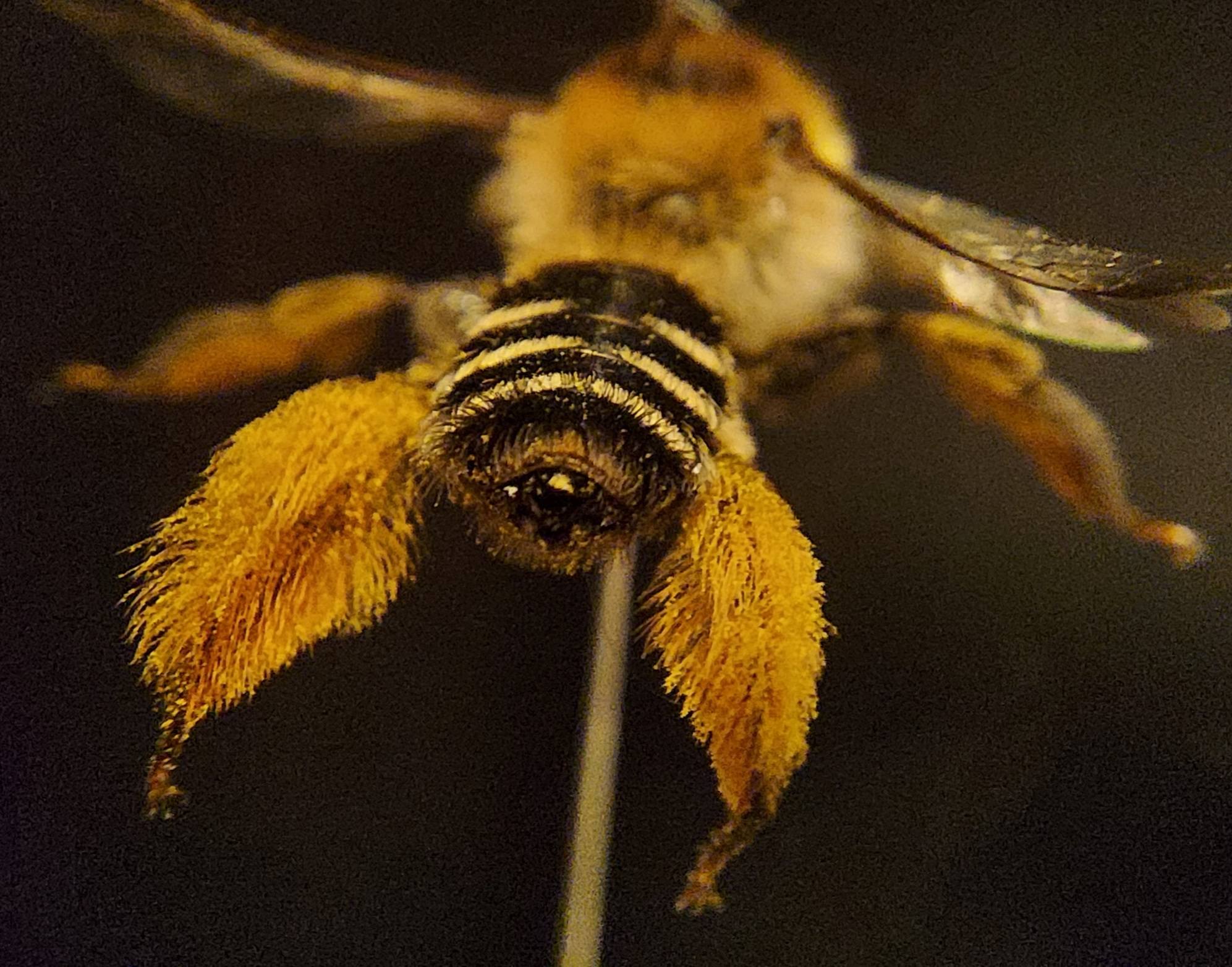
Scopa des pattes arrière d'une abeille du genre Dasypoda.

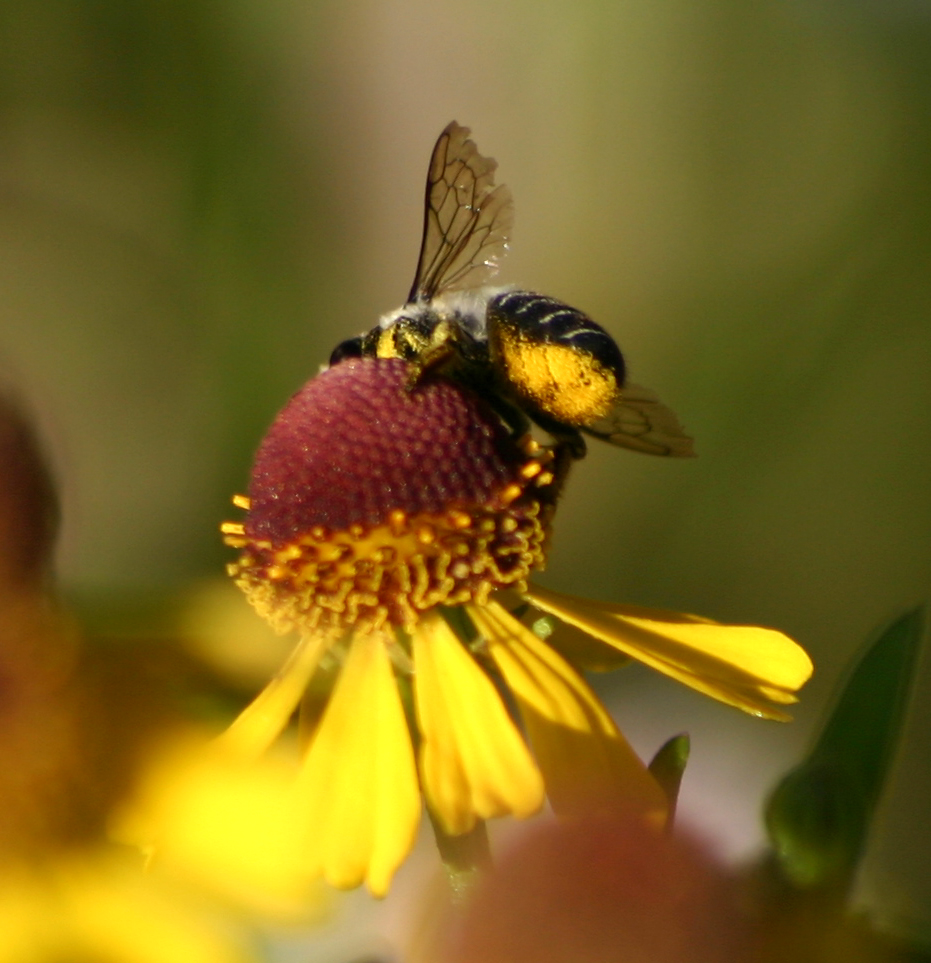
Scopa abdominale d'une Megachile.

La scopa (pluriel : scopae (latin) ou scopas (francisation)) est une structure spécialisée pour le transport du pollen, et plus marginalement de la propolis, située sur les pattes arrière ou l'abdomen des femelles et ouvrières de certaines abeilles non parasites de la grande famille des Apidae. 
Il existe différents types de scopae non homologues, la corbeille à pollen en constituant un type particulier. La plupart sont situées sur la patte arrière, sur le tibia, le fémur et/ou le trochanter. Leur structure est plus ou moins élaborée et souvent formée d'une masse dense de poils entre lesquels le pollen est empilé. Elle peut également être située sur la surface ventrale de l'abdomen et être constituée de poils raides orientés vers l’arrière, comme chez les Megachilidae.